# 쥘리앵 피예
쥘리앵 피예(프랑스어: Julien Pillet, 1977년 9월 28일~)는 프랑스의 전직 펜싱 선수으로 주 종목은 사브르이다. 2004년 하계 올림픽과 2008년 하계 올림픽에서 남자 사브르 단체전 금메달을 획득했으며 2000년 하계 올림픽에서 남자 사브르 단체전 은메달을 획득했다. 또한 세계 펜싱 선수권 대회에서 금메달 2개, 은메달 3개, 동메달 1개를 획득했다.